# Kribia kribensis
Kribia kribensis är en fiskart som först beskrevs av Boulenger, 1907.  Kribia kribensis ingår i släktet Kribia och familjen Eleotridae. IUCN kategoriserar arten globalt som livskraftig. Inga underarter finns listade i Catalogue of Life.